# Úherčice
Úherčice jsou obec v okrese Chrudim v Pardubickém kraji ležící 5 km jižně od Heřmanova Městce. Obec má rozlohu 2,9 km². Žije zde 134 obyvatel. Nachází se na severovýchodním svahu Železných hor.

## Dějiny
První písemná zmínka se nachází v kronikách již v roce 1392. Na počátku 20. století tu byly samostatné osady. Z té doby se dochovaly místní názvy: Zdechovice, Úherčice a Obícka. V říjnu 1919 se Úherčice odtrhly od Morašic a obec tak získala správní samostatnost. V padesátých letech 20. století došlo ke sloučení všech tří částí pod společným názvem Úherčice. V letech 1974–1992 spravoval obec blízký Heřmanův Městec. K poslednímu osamostatnění došlo 12. září 1992 na základě výsledku místního referenda.

## Služby
V obci je obecní úřad a knihovna. Dopravní obsluhu zajišťuje několik autobusových linek. Z inženýrských sítí lze jmenovat elektrické vedení, vodovod, veřejné osvětlení, pevná a mobilní telefonní síť a v části obce bezdrátové připojení k Internetu.

## Pamětihodnosti
- Roku 1898 byla obcí postavena malá šestiboká kaple nákladem 1425,50 korun a následující rok vysvěcena Panně Marii.
- Jižně od vesnice se na skalnaté ostrožně nad Cítkovským potokem dochovaly pozůstatky hradu Rozpakov.[4]

## Zajímavosti
Na jihovýchodním okraji katastru obce se nachází sklad motorové nafty a leteckého petroleje Správy státních hmotných rezerv Vrbice I, který je propojen produktovodem se sousedním skladem Vrbice II v obci Kostelec u Heřmanova Městce.